# Goura cristata
La gura occidentale (Goura cristata Pallas, 1764) è una specie della famiglia dei Columbidi.

## Descrizione
La gura occidentale è lunga 66–75 cm e pesa 1800-2400 g. Colorazione generale grigio bluastro scuro. La cresta è grigio blu con sfumature argentate e più pallida rispetto al resto del corpo. Ali e coda hanno tinte più intense e la coda termina con una banda blu grigiastro pallido. Le parti superiori del corpo e le copritrici delle ali sono rosso violaceo scuro. Le ali presentano una macchia bianca ed hanno la parte terminale violacea. I giovani rassomigliano agli adulti ma presentano sulle ali una macchia color crema anziché bianca, la tinta grigia ed il rosso delle ali si trasformerà in castano in età adulta. G. c. minor, delle isole della Papua ovest, presenta un maggior numero di individui melanici ma non mostra notevoli differenze morfologiche dalla forma nominale.

## Biologia
I maschi nei loro rituali territoriali verso i rivali e nei corteggiamenti, inarcano il corpo, allargano parzialmente le ali, alzano ritmicamente la coda, abbassano il capo ripetutamente fin quasi a toccare il terreno con la cresta, il gozzo si rigonfia di aria ed emettono un suono caratteristico. Nei corteggiamenti il maschio combina il comportamento appena descritto con una sorta di ballo con le ali allargate, la femmina risponde sollevando ed allargando le ali e correndo attorno al maschio con le zampe leggermente piegate dopodiché si accovaccia per l'accoppiamento. Il verso a basse frequenze rassomiglia ad un tamburo molto simile al verso dell'emù e viene usato anche nei rituali aggressivi e come richiamo di avvertimento. Heinroth (1903) descrive questo verso come una nota profonda simile ad un brontolio: «un richiamo molto forte come quello che i Papuani fanno con i loro tamburi». In natura la riproduzione dovrebbe svolgersi nel mese di aprile. I nidi vengono costruiti a 10 metri di altezza dal terreno e la femmina vi depone un uovo di colore bianco. Il piccolo lascia il nido e si ricopre di penne a 30-36 giorni di età ma continua ad essere alimentato in media per altri 30 giorni. In cattività i giovani ritornano nel nido per trascorrere la notte fino a 41 giorni di età; il maschio alimenta il piccolo fino a 56 giorni di età. Una femmina tenuta in cattività depose il suo primo uovo a 15 mesi di età.

## Distribuzione e habitat
La distribuzione di questa specie comprende il nord ovest della Nuova Guinea e isole circostanti: Misool, Salawati, Batanta, Waigeo, Seram. Il suo habitat è rappresentato dalle pianure con foresta pluviale ed anche zone paludose, aree parzialmente allagate e foreste di mangrovie. Oltre i 150 metri di altezza nelle isole di Waigeo, Batanta, Salawati e Misool. Durante la giornata trascorre la maggior parte del tempo a livello del terreno mentre di notte o quando viene spaventata si rifugia sugli alberi.

## Tassonomia
Sono state descritte le seguenti sottospecie:
- G. cristata cristata (Pallas, 1764) - Nuova Guinea nord-occidentale;
- G. cristata minor Schlegel, 1864 - isole Papua occidentali;
- G. cristata pygmaea Mees, 1965 - isola di Misool.

## Conservazione
La IUCN classifica G. cristata come specie vulnerabile.
La specie è inserita nella Appendice II della Convention on International Trade of Endangered Species (CITES).
Un tempo la gura occidentale era abbastanza comune in Nuova Guinea, adesso non lo è più e viene continuamente cacciata in prossimità dei villaggi anche se in misura minore rispetto alle due specie congeneri. A detta delle popolazioni indigene G. cristata è scomparsa dall'isola di Batanta. Molto probabilmente questa specie è stata introdotta in Nuova Guinea dove viene comunemente allevata anche a scopo alimentare. Nonostante si tratti di una specie protetta in Nuova Guinea il commercio di contrabbando è particolarmente attivo, un trafficante di Singapore attesta di avere catturato e venduto 900 esemplari in Irian Jaya.